# 上克鲁斯
上克鲁斯是巴西南大河州的一个市镇。总面积1360.373平方公里，总人口62,776人，人口密度46人/平方公里。上克鲁斯是巴西作家埃里科·维利希莫的出生地。